# Nicolas Cavaillès
Nicolas Cavaillès, né en 1981 à Saint-Jean-sur-Veyle, est un écrivain et traducteur français. En 2014, il remporte le Prix Goncourt de la nouvelle pour Vie de monsieur Leguat.

## Biographie
Traducteur du roumain, Cavaillès a édité les œuvres françaises d'Emil Cioran dans la Bibliothèque de la Pléiade.
En 2013, il prend la tête de la maison d’édition Hochroth-Paris. La même année, il publie son premier ouvrage de fiction, Vie de monsieur Leguat, récompensé en 2014 par le Prix Goncourt de la nouvelle,.

## Publications
- 2011 : Cioran malgré lui : Écrire à l'encontre de soi
- 2011 : L’Élégance et le Chaos, Correspondance de Catherine Pozzi
- 2013 : Vie de monsieur Leguat
- 2015 : Pourquoi le saut des baleines
- 2016 : Les Huit enfants Schumann
- 2016 : Cioran et Valéry
- 2018 : Gogo et Golo sont sur un bateau
- 2018 : Le Mort sur l'âne
- 2018 : Gare de l'Est
- 2019 : Tout
- 2021 : Le Temps de Tycho
- 2021 : L'Évangile selon Marie / L'Apocalypse selon Lilith / L'Arche selon Noréa
- 2023 : Les Ombres opposées